# Süd (okręg administracyjny Bremy)
Süd – okręg administracyjny (niem. Stadtbezirk) w Bremie, w kraju związkowym Brema.  
W skład okręgu administracyjnego wchodzą cztery dzielnice (Stadtteil):
1. Huchting
2. Neustadt
3. Obervieland
4. Woltmershausen